# Emilio Caprile
Emilio Caprile (ur. 30 września 1928 w Genui, zm. 5 marca 2020 tamże) – włoski piłkarz. Był najmłodszym uczestnikiem mistrzostw świata w 1950 roku. Wystąpił w reprezentacji Włoch 2 razy i zdobył 2 gole. Zawodnik ten był również zawodnikiem takich klubów jak Genoa CFC, Sestrese, Legnano, Atalanty BC, Juventusu, S.S. Lazio i Como.